# بخش ۲: بچه
«بخش ۲: بچه» دومین قسمت از فصل اول سریال اینترنتی آمریکایی مندلورین است که بر اساس شخصیت‌های جورج لوکاس ساخته شده‌است؛ این قسمت در دیزنی+ در ۱۵ نوامبر ۲۰۱۹میلادی در ایالات متحده، کانادا و هلند به نمایش درآمد. این سریال ماجراهای مندلورین (پدرو پاسکال) را دنبال می‌کند، یک شکارچی جایزه بگیر که افرادی که برایشان بالاترین پیشنهاد داده شده‌است، شکار می‌کند. این اپیزود به کارگردانی ریک فامویوا و توسط خالق سریال جان فاورو نوشته شده‌است.

## داستان
هنگامی که مندلورین گروگو یا کودک را به سفینه خود برمی‌گرداند، یک گروه از جاواها قطعات سفینه اش را می‌دزدند. او به همراه کویل پیش جاواها رفته و جاواها به او می‌گویند باید تخمی را پیششان بیاورند تا قطعاتشان را پس بگیرند؛ بنابراین او و کودک می‌روند تا تخم را بیاورند اما، موجودی به نام مادهورن که صاحب تخم هاست مندلورین را شکست می‌دهد تا اینکه کودک از نیرو استفاده کرد و آن موجود را بالا می‌برد و پس از آن مندو آن موجود را شکست می‌دهد. مندو تخم را به جاواها داده و قطعات سفینه اش را پس می‌گیرد و به همراه کویل سفینه را درست کرده و به خانه اش برمیگردد.

## تولید

### توسعه
این قسمت توسط ریک فامویوا کارگردانی، و توسط جان فاورو شورانر سریال ساخته شده‌است.

### موسیقی
لودویگ گورانسون موسیقی متن این قسمت را ساخت.
| بخش دوم    | بخش دوم          | بخش دوم |
| شماره      | نام              | مدت     |
| ---------- | ---------------- | ------- |
| ۱.         | «قدم زدن روی گل» | ۱:۳۸    |
| ۲.         | «حمله جاواها»    | ۳:۴۶    |
| ۳.         | «کرست خراب»      | ۲:۱۸    |
| ۴.         | «به سوی جاواها»  | ۱:۳۵    |
| ۵.         | «تخم»            | ۲:۵۴    |
| ۶.         | «مادهورن»        | ۳:۰۰    |
| ۷.         | «جشن»            | ۳:۳۱    |
| ۸.         | «سفر بعدی»       | ۲:۳۵    |
| مجموع مدت: | مجموع مدت:       | ۲۱:۱۷   |

## نقد
"کودک" تحسین منتقدان را دریافت کرد. در وبسایت راتن تومیتوز، قسمت دارای رتبه تصویب ۹۲٪ با میانگین امتیاز ۷٫۵۵ از ۱۰ را، بر اساس ۳۷ بررسی دریافت کرد. اجماع منتقدان وب سایت در ادامه گفته‌اند: "کوتاه اما مؤثر"، "کودک" به چند سؤال پاسخ می‌دهد، اما داستان را بهمراه سادگی زیبایی که به‌طور همزمان رضایت بخش و جذاب است سوق می‌دهد. " کریس ا. هاینر از گیم اسپات قسمت دوم را این گونه بیان کرد: «برنامه مورد نظر ما». سوزانا پولو از پولیگان دربارهٔ این قسمت گفت «احساس می‌کنم دارم جک سامورایی یکی از بهترین برنامه‌های کارتون نت ورک ' را نگاه می‌کنم» و دارم آن را با این قسمت مقایسه می‌کنم. بن لیندبرگ از رینگر برای سؤال حد مهارت مندلورین معتقد است که "بهترین در پارسک است، اما پس ازاینکه در بارها و بارها فرو در آروالا-۷ غوطه ور شد، به نظر می‌رسد که این را باید تایید کنیم که مندورا به "کاربردی‌ترین شکارچی جایزه بگیر در یک استخر استعدادهای محدود "لقب داد.